# Пастухов, Андрей Иванович
Андрей Иванович Пастухов — советский хозяйственный, государственный и политический деятель.

## Биография
Родился в 1907 году в селе Василево. Член КПСС.
С 1931 года — на хозяйственной, общественной и политической работе. В 1931—1988 гг. — инженер-исследователь, старший инженер, заместитель руководителя лаборатории производства стали, начальник лаборатории стали, мартеновского и конвертерного производства, начальник отдела производства стали в Уральском институте металлов
За разработку, освоение и внедрение на НТМК имени В. И. Ленина новой технологии выплавки ванадиевого чугуна в доменных печах большого объёма и переработки его в ванадиевый шлак и сталь был в составе коллектива удостоен Государственной премии СССР в области науки и техники 1976 года.
Умер в Екатеринбурге 20 июля 1993 года, похоронен на Широкореченском кладбище.